# エルハルト・グラッツェル
エルハルト・グラッツェル（Erhard Glatzel 、1925年-2002年）は、カール・ツァイスのレンズ設計者。コンピュータを用いたレンズ設計方法「グラッツェル法」を確立し、ホロゴン、ディスタゴンを発明、さらにはヤシカと提携後のコンタックスRTS用のレンズを始め多数のレンズを設計した。月面で使われたハッセルブラッドに装着されたレンズを設計していたことから1969年7月20日アメリカ航空宇宙局より"The Apollo Achievement Award"を与えられている。